# Paul Bruna
Paul Bruna (Langemark, 12 februari 1958) is een Belgische zanger. Hij kende in de jaren zeventig enkele radiohits, maar trad daarna vooral in West-Vlaanderen op.
Reeds op jonge leeftijd, in 1969, nam hij aan een eerste zangwedstrijd deel. Op 15-jarige leeftijd kon hij in 1973 deelnemen aan Hit '73. Zijn eerste plaat kende vervolgens succes op de toenmalige vrije zenders Radio Atlantis en Radio Mi Amigo. In het volgende decennium verscheen hij regelmatig in de Vlaamse top tien. Daarna verscheen hij wat minder prominent in de aandacht. Met het showgezelschap Paul Bruna brengt hij onder andere een seniorenprogramma, maar blijft ook teksten en muziek schrijven voor andere artiesten.
In 2006 brachten de West-Vlaamse regionale televisiezenders Focus-WTV een verzamel-cd uit met West-Vlaamse Hits. Paul Bruna zingt op deze cd De Schoone Westhoek, een lied waarvan hij zelf de tekst schreef en samen met Guy Denys componeerde en dat begin jaren negentig op single uitkwam. De Schoone Westhoek werd in 2006 opnieuw opgenomen. Op de verzamel-cd van Focus-WTV staat echter nog de originele versie.
Paul Bruna was op maandag 17 maart 2008 een van de voorzangers tijdens de wereldrecordpoging 'Samenzang door senioren' in het Casino Kursaal te Oostende, waar 1500 senioren een wereldrecord vestigden onder toezicht van een gerechtsdeurwaarder.
In mei 2009 bracht Paul Bruna een single op de markt, getiteld Als de morgen is gekomen. De single werd aan het publiek voorgesteld op 17 mei 2009 tijdens een groots jubileumoptreden in Langemark ter gelegenheid van zijn 40-jarige carrière die in 2009 wordt gevierd.  Eind juni kwam de single na vijf weken notering op nummer 1 te staan in de Vlaamse Top 15. Hiermee scoort Paul Bruna 25 jaar nadat hij met verschillende singles in de hitlijsten stond opnieuw een hit.

## Hits
- Mister Jolly Jack Mac Colly (1973)
- Ik ben nog jong (1973)
- Eleonora
- Als je heel dicht bij me bent (1976)
- Nina Lamorei (1973)
- Bakelandlied (1980)
- Oranje en zwart (1980)
- De Rik-vrienden (1980)
- Kan men houden van twee meisjes tegelijk? (1978)
- Sancta Maria Van Houthulst (1979)
- De Bietemannen (1980)
- De schoone Westhoek (1986)
- De zee (1986)
- Middelkerke (1988)
- De Bietemannen (Heropname - 2006)
- De schoone Westhoek (Heropname - 2006)
- Sancta Maria Van Houthulst (Heropname - 2006)
- Als de morgen is gekomen (2009)
- Ik geniet van elk moment (2010)